# Acordo de Paz de Cartum de 1997
O Acordo de Paz de Cartum de 1997 foi um acordo feito em 21 de abril de 1997 entre o governo do Sudão baseado em Cartum e vários líderes das milícias sul-sudanesas durante a Segunda Guerra Civil Sudanesa (1983-2005). O acordo formalizou os princípios acordados em uma carta política assinada em Cartum em 10 de abril de 1996.

## Signatários
Os grupos de milícias e seus líderes foram o Movimento de Independência do Sudão do Sul (Riek Machar Teny), a União dos Partidos Africanos do Sudão (Samuel Aru Bol), o Movimento de Libertação do Povo do Sudão (SPLM) (Kerubino Kuanyin Bol), a Força de Defesa Equatória (Thiopholus Ochang Loti) e o Grupo dos Independentes do Sudão do Sul (Kawac Makwei).  Embora Kerubino Kuanyin Bol tenha assinado em nome do SPLM, na verdade ele foi expulso desse grupo em 1987 por suspeita de planejar um golpe contra John Garang e ficou preso por cinco anos.  Depois de escapar, Kerubino se juntou a Riek Machar, mas no início de 1995 Riek demitiu Kerubino de seu Movimento pela Independência do Sudão do Sul com base no fato de que ele havia assinado acordos militares e políticos com o governo do Sudão no final do ano anterior e que tentava formar uma facção apoiada pelo governo no grupo. 

## Acordo
O acordo cobria liberdade de religião, movimento e assim por diante, e definia uma estrutura federal com uma fórmula para partilha de receitas e com vários poderes delegados a cada estado. O acordo definiu um período provisório de quatro anos para se recuperar da guerra civil nos estados do sul, com um Conselho Coordenador dos Estados do Sul para supervisionar a transição.  Riek Machar foi nomeado presidente do Conselho de Coordenação dos Estados do Sul; e também foi nomeado comandante-chefe da Forças de Defesa do Sudão do Sul (South Sudan Defence Forces, SSDF), que incluía a maioria dos ex-rebeldes que assinaram o acordo de Cartum.  Este último, manteria a autonomia do exército, sujeito a um Comitê Técnico Militar conjunto para coordenar entre as Forças Armadas do Sudão e as Forças de Defesa do Sudão do Sul. Um referendo sobre a secessão do sul do Sudão seria realizado antes do final do período provisório, com observadores internacionais. 

## Resultados
O acordo foi descrito como "um documento vazio assinado por grupos dissidentes, mas não pela força principal no sul".  Como não foi assinado pelo Exército de Libertação do Povo do Sudão, a principal força separatista, o Acordo de Paz de Cartum não ganhou legitimidade internacional. No entanto, forneceu a base para muitos dos elementos do Acordo de Paz Abrangente de 2005, incluindo as cláusulas para um governo federal interino, divisão de receitas e referendo.  Uma análise polida é que o acordo "exigia a estipulação de instituições, cujo resultado funcionou de maneira imperfeita dentro de uma estrutura federal recém-anunciada no Sudão".  Após a assinatura do acordo, o conflito escalou para os níveis mais altos que tinham sido vistos desde o início da guerra em 1955. O conflito intensificado foi financiado em grande parte pelo comércio exterior e investimento associado ao desenvolvimento de recursos petrolíferos, muitos dos quais eram dentro da área de conflito. 